# كأس خادم الحرمين الشريفين للأبطال 2009
كأس خادم الحرمين الشريفين للأبطال لعام 2009 في الفترة ما بين شهر أبريل و شهر مايو 2009. حقق بطولتها فريق نادي الشباب بعد فوزه في المباراة النهائية على فريق نادي الإتحاد بأربعة أهداف مقابل لاشئ . في اليوم الختامي للمسابقة تسلم نادي الشباب السعودي كاس البطولة من قبل راعي المباراة الملك عبد الله بن عبد العزيز .